# Henry y June (libro)
Henry y June es un libro de la escritora francesa Anaïs Nin, publicado en 1986, cuyo contenido se origina en uno de los diarios de la escritora que fue dedicado a la relación de ésta con el escritor Henry Miller y su esposa June Miller, además de otras vinculaciones románticas de Nin que también son presentadas en el libro.

## Trama
Es 1931 y Anaïs Nin se siente insatisfecha con el matrimonio que lleva con su esposo banquero. Es el momento en que conoce a June, enigmática mujer que atrae radicalmente a la autora y con quien termina estableciendo una intensa relación romántica. Posteriormente Nin se involucra con Henry Miller escritor y esposo de June, con él también establece una relación que es descrita durante la mayor parte del libro, la que incluye períodos de profunda fascinación intelectual y sexual entre ambos y la posterior disminución de estos sentimientos.
Paralelamente Nin mantiene otras relaciones mientras está involucrada con Henry y June, por ejemplo con su primo Eduardo y su psicólogo personal entre otros. A su esposo Hugo no lo abandona durante todo el tiempo en que el diario transcurre.

## Cine
En 1990 se realizó la película basada en el libro con el mismo nombre.
- Datos: Q12729942